# Epidendrum platyoon
Epidendrum platyoon är en orkidéart som beskrevs av Rudolf Schlechter. Epidendrum platyoon ingår i släktet Epidendrum och familjen orkidéer. Inga underarter finns listade i Catalogue of Life.